# Julio de la Jara
Julio René De La Jara Zúñiga (Los Ángeles, 15 de enero de 1894-Santiago, 18 de noviembre de 1977) fue un agricultor y político liberal chileno, hijo de José Miguel de la Jara Pantoja, Ingeniero Agrónomo y Hacendado en Mulchén, Regidor y Alcalde de Los Ángeles el año 1900 y de Emilia Zúñiga Jilabert, hija de Emilio Zúñiga, varias veces Regidor y Alcalde de Los Ángeles y de Mercedes Jilabert. Su Abuelo José Miguel de la Jara Gallardo y su tío Irineo de la Jara Pantoja también fueron diputados liberales por la misma zona, al igual que su sobrino, el diputado democratacristiano, Renato Emilio de la Jara Parada. Casó con doña Lucía del Río de la Torre, sin descendencia.

## Actividades profesionales
Fue educado en el Liceo de Hombres de Los Ángeles, en el Instituto Nacional y en el Instituto Superior de Comercio de Santiago, donde se graduó de contador. Agricultor, dueño del fundo Santa Emilia en la pre-cordillera de Mulchén, heredado de su padre. 

## Actividades políticas
Militante del Partido Liberal Democrático, siendo electo Diputado por Laja, Nacimiento y Mulchén (1921-1924), participando de la comisión permanente de Guerra y Marina. Reelegido por la misma agrupación de comunas (1924-1927), pero este período fue suspendido por decreto de la Junta de Gobierno de 1924.
Reelegido Diputado, por la 19.ª agrupación departamental, correspondiente a las comunas de Laja, Nacimiento y Mulchén (1926-1930), integrando la comisión de Guerra y Marina, de la que fue presidente. Siendo militante del Partido Liberal Unido, fue nuevamente elegido Diputado por las mismas comunas (1930-1934), pero el movimiento revolucionario del 4 de junio de 1932 terminó disolviendo el Congreso.
Volvió al poder legislativo, representando al Partido Liberal, por la 19.ª agrupación departamental  (1933-1937), integrando en esta ocasión la comisión de Trabajo y llegó a ocupar la vicepresidencia de la Cámara de Diputados. Luego, fue reelegido por cuatro períodos legislativos consecutivos más (1937-1941, 1941-1945, 1945-1949 y 1949-1953), siendo parte de las comisiones de Constitución, Legislación y Justicia y la de Gobierno Interior.